# 127 hores
127 hores (títol original en anglès: 127 Hours) és un drama d'aventures de 2010, dirigit per Danny Boyle i basat en fets reals. La cinta, protagonitzada per James Franco, explica la història de l'alpinista estatunidenc Aron Ralston, el qual va quedar atrapat per un còdol a Robbers Roost (Utah), durant gairebé cinc dies en el 2003, i es va haver d'amputar una mà per sobreviure.
La pel·lícula va rebre sis nominacions als Oscars de 2011.

## Argument
Un jove però experimentat alpinista, Aron Ralston, marxa d'excursió, sol a les gorges de Utah. Després d'una caiguda, es troba atrapat al fons d'un canyó. Amenaçat de deshidratació i d'hipotèrmia, és víctima d'al·lucinacions. Només els records dels seus parents li permeten aguantar. Cinc dies més tard, l'ajuda no arriba. Aron haurà de prendre, aleshores, la decisió més important de la seva vida…

## Repartiment
- James Franco, com a Aron Ralston.
- Amber Tamblyn, com a Megan McBride, una de les dues noies que Ralston troba abans de l'accident.
- Kate Mara, com a Kristi Moore: l'altra noia que Ralston troba abans de l'accident.
- Clémence Poésy, com a Rana, la xicota de Ralston.
- Lizzy Caplan, com a Sonja, la germana de Ralston.
- Treat Williams, com el pare d'Aron.

## Premis i nominacions
La insòlita i alhora commovedora història que narra aquesta cinta li va valer al seu equip cinematogràfic un ampli reconeixement internacional en els festivals d'aquella temporada. Destaquen sobretot:
| Any  | Premis      | Categoria                    | Receptor/s                                                               | Resultat  |
| ---- | ----------- | ---------------------------- | ------------------------------------------------------------------------ | --------- |
| 2010 | Oscars      | Millor pel·lícula            |                                                                          | Candidata |
| 2010 | Oscars      | Millor actor                 | James Franco                                                             | Candidat  |
| 2010 | Oscars      | Millor guió adaptat          | Danny Boyle Simon Beaufoy                                                | Candidats |
| 2010 | Oscars      | Millor muntatge              | Jon Harris                                                               | Candidat  |
| 2010 | Oscars      | Millor banda sonora          | A. R. Rahman                                                             | Candidat  |
| 2010 | Oscars      | Millor cançó original        | A. R. Rahman Dido Rollo Armstrong                                        | Candidats |
| 2010 | Globus d'Or | Millor actor dramàtic        | James Franco                                                             | Candidat  |
| 2010 | Globus d'Or | Millor guió                  | Danny Boyle                                                              | Candidat  |
| 2010 | Globus d'Or | Millor banda sonora original | A. R. Rahman                                                             | Candidat  |
| 2010 | BAFTA       | Millor pel·lícula britànica  |                                                                          | Candidata |
| 2010 | BAFTA       | Millor director              | Danny Boyle                                                              | Candidat  |
| 2010 | BAFTA       | Millor actor                 | James Franco                                                             | Candidat  |
| 2010 | BAFTA       | Millor guió adaptat          | Danny Boyle Simon Beaufoy                                                | Candidats |
| 2010 | BAFTA       | Millor fotografia            | Anthony Dod Mantle Enrique Chediak                                       | Candidats |
| 2010 | BAFTA       | Millor muntatge              | Jon Harris                                                               | Candidat  |
| 2010 | BAFTA       | Millor música                | A. R. Rahman                                                             | Candidat  |
| 2010 | BAFTA       | Millor so                    | Glenn Freemantle Ian Tapp Richard Pryke Steven C. Laneri Douglas Cameron | Candidats |